# Fairy Tail Zero
Autre
Fairy Tail Zero (フェアリーテイルゼロ), typographié Fairy Tail Zerø, est un shōnen manga écrit et dessiné par Hiro Mashima. Il est pré-publié dans l’hebdomadaire Gekkan Fairy Tail Magazine et contient treize chapitres. Les épisodes 266 à 275 de l'anime Fairy Tail sont adaptés de ce manga.

## Histoire
Il y a de nombreuses années, Mavis Vermillion était une servante sur l’île Tenro, maltraitée par un maître de guilde et sa fille, Zera. Mais Mavis restait positive, parce que sa mère lui avait dit une fois que les fées ne rendent jamais visite aux personnes qui se lamentent sur leurs problèmes. Lorsque la guilde se fit attaquer, Mavis éloigna Zera de ce chaos en rejoignant la forêt. Sept ans ont passé, et les puissants chasseurs de trésors, Worlod Seaken, Precht Gaebolg et Yuri Drear arrivèrent sur l’île, recherchant une puissante pierre de jade. Son voyage changera le cours de l’histoire magique…

## Personnages
- Mavis Vermillion (メイビス・ヴァーミリオン, Meibisu Vāmirion?) : premier maître de Fairy Tail.
- Zera (ゼーラ, Zēra?) : amie de Mavis.
- Yuri Dreyar (ユーリ・ドレアー, Yūri Doreā?) : père de Makarof et l’arrière grand-père de Luxus.
- Warrod Sequen (ウォーロッド・シーケン, Wōroddo Shīken?) : membre des dix mages saints, 4e rang.
- Precht Gaebolg (プレヒト・ゲイボルグ, Purehito Geiborugu?) : deuxième maître de Fairy Tail et maître de Grimoire Heart.
- Zeleph (ゼレフ, Zerefu?) : le mage noir.
- Geoffrey (ジョフリー, Jofurī?) : maître de la guilde de Blue Skull et créateur de la guilde des Phanthom Lord.

## Liste des chapitres
| no | Japonais         | Japonais          | Français        | Français          |
| no | Date de sortie   | ISBN              | Date de sortie  | ISBN              |
| --- | ---------------- | ----------------- | --------------- | ----------------- |
| 1 | 17 novembre 2015 | 978-4-06-395540-8 | 19 octobre 2016 | 978-2-8116-3100-0 |
| Liste des chapitres : - chap. 1 : Une fée au fond du cœur (心の中の妖精) - chap. 2 : Le Jeu de la vérité (真実のゲーム) - chap. 3 : La Nuit de l'embarquement (旅立ちの夜) - chap. 4 : Danser avec les lames (刃と踊る) - chap. 5 : Un lac au clair de lune (月明かりの湖) - chap. 6 : Blue Skull (青い髑髏) - chap. 7 : Mavis, la magicienne noire (黒魔導士 メイビス) - chap. 8 : Magnolia est en feu (マグノリアは燃えているか) - chap. 9 : Trésor (宝物) - chap. 10 : Law (ロウ) - chap. 11 : Le passager étant (消えゆくもの) - chap. 12 : Zera (ゼーラ) - chap. 13 : Une éternelle aventure (永遠の冒険) |                  |                   |                 |                   |

## Anime

### Liste des épisodes
| No | Titre français           | Titre japonais                                | Titre japonais                                                                      | Date de 1re diffusion |
| No | Titre français           | Kanji                                         | Rōmaji                                                                              | Date de 1re diffusion |
| --- | ------------------------ | --------------------------------------------- | ----------------------------------------------------------------------------------- | --------------------- |
| 1 | Des Fées dans ton Cœur   | ＦＡＩＲＹ ＴＡＩＬ ＺＥＲＯ 心の中の妖精     | FAIRY TAIL ZERØ: Kokoro no Naka no Yōsei (Fairy Tail Zérø : Des Fées dans ton Cœur) | 9 janvier 2016        |
| [Chapitre 01 de Fairy Tail Zérø + filler] – Natsu et Happy partent s'entraîner durant un an. Après une semaine de marche, ils décident d'aller sur l'île Tenro, où ils découvrent un village et une guilde, Red Lizar, détruits ... En l'an X677, c'était Mavis qui y vivait : après la mort de ses parents, elle devient l'esclave de la guilde. Alors qu'elle s'endort contre un arbre, Red Lizar se fait attaquer, et tout le monde péri, à l’exception de Zera, la fille du maître ! Les deux enfants s'enfuis dans la forêt, et 7 ans plus tard, 3 chasseurs de trésors arrivent sur l'île Tenro : Warrod, Yuri, et Precht. |                          |                                               |                                                                                     |                       |
| 2 | Le Début de l'Aventure   | ＦＡＩＲＹ ＴＡＩＬ ＺＥＲＯ 冒険の始まり     | FAIRY TAIL ZERØ: Bōken no Hajimari (Fairy Tail Zérø : Le Début de l'Aventure)       | 16 janvier 2016       |
| [Chapitres 02 - 03 de Fairy Tail Zérø] – Mavis et Zera rencontrent Yuri qui cherche le jade de l'île Tenro qui est un trésor légendaire. Afin de l'obtenir, Yuri décide de défier Mavis à un jeu de vérité. Après avoir été informée de la disparition du jade de Tenro, Mavis convainc finalement les chasseurs de trésor de les accompagner avec Zera pour le retrouver. |                          |                                               |                                                                                     |                       |
| 3 | Chasse au trésor         | ＦＡＩＲＹ ＴＡＩＬ ＺＥＲＯ トレジャーハント | FAIRY TAIL ZERØ: Torejā Hanto (Fairy Tail Zérø : Chasse au trésor)                  | 23 janvier 2016       |
| [Episode Filler] – Pendant le voyage en bateau, Mavis décide de profiter d'une pause durant le trajet pour explorer les fonds marins à la recherche d'un trésor. Finalement, Yuri et Warrod viennent à la rescousse de Mavis qui est tombée sur un ancien temple au fond de l'océan. |                          |                                               |                                                                                     |                       |
| 4 | Danser avec les lames    | ＦＡＩＲＹ ＴＡＩＬ ＺＥＲＯ 刃と踊る         | FAIRY TAIL ZERØ: Ha to Odoru (Fairy Tail Zérø : Dance avec les lames)               | 30 janvier 2016       |
| [Chapitre 04 de Fairy Tail Zérø] – Mavis, Zera et les chasseurs de trésor arrivent à Hargeon, Precht décide de partir seul pour rechercher des informations sur Blue Skull et Mavis décide de l'accompagner. Leur promenade les amène dans un bar pour obtenir des réponses. |                          |                                               |                                                                                     |                       |
| 5 | Un lac au clair de lune  | ＦＡＩＲＹ ＴＡＩＬ ＺＥＲＯ 月明かりの湖     | FAIRY TAIL ZERØ: Tsukiakari no mizūmi (Fairy Tail Zérø : Un lac au clair de lune)   | 6 février 2016        |
| [Chapitre 05 de Fairy Tail Zérø + filler] - Mavis, Zera et les chasseurs de trésor arrivent à Magnolia et ils décident de camper pour la nuit. C'est l'occasion pour Precht de raconter une quête du passé à Mavis et Zera. |                          |                                               |                                                                                     |                       |
| 6 | Blue Skull               | ＦＡＩＲＹ ＴＡＩＬ ＺＥＲＯ 青い髑髏         | FAIRY TAIL ZERØ: Aoi Dokuro (Fairy Tail Zérø : Blue Skull)                          | 13 février 2016       |
| [Chapitre 06 de Fairy Tail Zérø] – En arrivant à Magnolia, Mavis, Zera et les chasseurs de trésor constatent que la ville est contrôlée entièrement par Blue Skull. Après avoir sauvé Miko et sa mère des griffes de Blue Skull, le groupe fait face au maître de Blue Skull et de ses disciples. Dans la bagarre qui a suivi, Yuri et Precht sont gravement blessés, forçant le groupe à se retirer dans la forêt. |                          |                                               |                                                                                     |                       |
| 7 | Ceux qui suivent le mage | ＦＡＩＲＹ ＴＡＩＬ ＺＥＲＯ 魔道を伝える者   | FAIRY TAIL ZERØ: Madō o Tsutaeru Mono (Fairy Tail Zérø : Ceux qui suivent le mage)  | 20 février 2016       |
| [Chapitre 07 de Fairy Tail Zérø] – Mavis rencontre Zeleph qui lui explique qu'il détruit tout ce qu'il touche. Puis Mavis présente le mage noir aux chasseurs de trésor et il leur enseigne la magie pour libérer Magnolia de Blue Skull. |                          |                                               |                                                                                     |                       |
| 8 | Trésor                   | ＦＡＩＲＹ ＴＡＩＬ ＺＥＲＯ 宝物             | FAIRY TAIL ZERØ: Takaramono (Fairy Tail Zérø : Trésor)                              | 27 février 2016       |
| [Chapitres 08 - 09 de Fairy Tail Zérø] – Mavis concocte un plan pour reprendre le contrôle de Magnolia qui est sous l'emprise de Blue Skull. Yuri et Precht s'infiltrent avec succès au QG de la guilde, ils viennent récupérer le Jade de Tenro par la même occasion. Cependant, le jade a un pouvoir maléfique qui emprisonne l'âme de Yuri qui tenait le jade entre ses mains à l'intérieur d'un dragon squelettique qui saccage Magnolia. |                          |                                               |                                                                                     |                       |
| 9 | Loi                      | ＦＡＩＲＹ ＴＡＩＬ ＺＥＲＯ ロウ             | FAIRY TAIL ZERØ: Rō (Fairy Tail Zérø : Loi)                                         | 5 mars 2016           |
| [Chapitres 10 - 11 de Fairy Tail Zérø] – Mavis utilise Law pour dissiper le mal magique et sauver son ami Yuri et la ville. Malheureusement, l'utilisation de ce sort fera que Mavis ne grandira plus. Yuri annonce à Mavis que Zera est une illusion qu'elle a créée. |                          |                                               |                                                                                     |                       |
| 10 | Une aventure éternelle   | ＦＡＩＲＹ ＴＡＩＬ ＺＥＲＯ 永遠の冒険       | FAIRY TAIL ZERØ: Eien no Bōken (Fairy Tail Zérø : Une aventure éternelle)           | 12 mars 2016          |
| [Chapitres 12 - 13 de Fairy Tail Zérø] – Zera avoue à Mavis qu'elle est bien morte il y a 7 ans sur l'île Tenrō et qu'elle est une illusion de Mavis. Juste avant de disparaître, Yuri voit Zera qui lui dit de prendre soin de Mavis. Une fois les adieux faits, Mavis décide de venir en aide aux habitants de Magnolia en fondant Fairy Tail avec Yuri, Warrod et Precht. Geoffrey décide de fonder Phantom Lord pour tenir tête à Fairy Tail. |                          |                                               |                                                                                     |                       |

### Génériques
Génériques d'ouverture
- Ashita o Narase par Kavka Shishido

Génériques de fin
- Landscape par SOLIDEMO

## Autre
Au fil des chapitres, la lettre « Ø » du logo présent sur la page de couverture disparaît progressivement et est remplacé par un « A » pour donner « Zera ».